# Basitropis
Basitropis es un género de coleópteros de la familia Anthribidae.

## Especies
Contiene las siguientes especies:
- Basitropis affinis
- Basitropis alienata
- Basitropis angustifron
- Basitropis angustifrons
- Basitropis armata
- Basitropis blanda
- Basitropis brevis
- Basitropis canaliculata
- Basitropis concolor
- Basitropis condensata
- Basitropis contraria
- Basitropis coquereli
- Basitropis curtula
- Basitropis delecta
- Basitropis denticulata
- Basitropis diluta
- Basitropis dispar
- Basitropis dolosa
- Basitropis epipona
- Basitropis eugonides
- Basitropis euris
- Basitropis ferrea
- Basitropis figurata
- Basitropis furtiva
- Basitropis hamata
- Basitropis humeralis
- Basitropis illustris
- Basitropis immaculata
- Basitropis impar
- Basitropis ingrata
- Basitropis irresoluta
- Basitropis jucunda
- Basitropis longiclava
- Basitropis longicollis
- Basitropis longitarsis
- Basitropis lutosa
- Basitropis maculata
- Basitropis modica
- Basitropis mucida
- Basitropis nitidicutis
- Basitropis nubila
- Basitropis oculata
- Basitropis operta
- Basitropis orientalis
- Basitropis pallens
- Basitropis pallida
- Basitropis papuensis
- Basitropis pardalis
- Basitropis peregrina
- Basitropis persimilis
- Basitropis platypus
- Basitropis proferta
- Basitropis propinquua
- Basitropis rectimargo
- Basitropis relicta
- Basitropis rostralis
- Basitropis rotundata
- Basitropis sedlaceki
- Basitropis solitaria
- Basitropis suavis
- Basitropis tersa
- Basitropis tessellata
- Basitropis tessellatus
- Basitropis truncalis
- Basitropis tuberidorsis
- Basitropis umbratilis
- Basitropis valida
- Basitropis vehemens
- Basitropis werneri